# Wilson Oruma
Wilson Oruma, nigerijski nogometaš, * 30. december 1976, Warri, Nigerija.
Sodeloval je na nogometnemu delu poletnih olimpijskih iger leta 1996.